# 青森県道210号清水川停車場線
青森県道210号清水川停車場線（あおもりけんどう210ごう しみずがわていしゃじょうせん）は、青森県東津軽郡平内町を通る一般県道である。

## 概要
青い森鉄道線 清水川駅から国道4号交点・清水川駅入口交差点に至る短距離路線である。

### 路線データ
- 起点：清水川停車場[1]
- 終点：国道四号交点（東津軽郡平内町）[1]

## 歴史
- 1961年（昭和36年）2月10日 - 県道に認定される[1]。

## 地理

### 交差する道路
- 国道4号（終点）

### 沿線の施設
- 青い森鉄道 青い森鉄道線 清水川駅